# Maserati Shamal
Maserati Shamal (рус.  Мазера́ти Шама́ль) — спортивный автомобиль, выпускавшийся итальянской компанией Maserati с 1990 по 1996 год. Названная по имени ветра модель была экстремальным ответвлением семейства Biturbo и оснащалась мощным восьмицилиндровым двигателем.

## Описание
Автомобиль Shamal так же как модель Karif базировался на укороченном шасси́ автомобиля Biturbo Spider, но имел два жёстко закреплённых небольших сиденья сзади. Кузов модели был полностью новым, за исключением дверей. Мускулистый и агрессивный вид автомобиля, легко узнаваемого по оригинальной форме широких задних арок, был создан Марчелло Гандини. 
Но главное у этой модели было под капотом. Шестицилиндровый мотор был заменён на абсолютно новый V-образный восьмицилиндровый двигатель с четырьмя распредвалами, 32-мя клапанами и двумя турбинами. Всё это было дополнено новой шестиступенчатой коробкой передач и широкими (245/45 R16) задними шинами. 
Shamal был одним из самых быстрых серийных автомобилей своего времени и предназначался для опытных водителей. Компании удалось продать 369 единиц этого авто.

## Комментарии
1. ↑  Сухая масса автомобиля без технических жидкостей (охлаждающая и тормозная жидкости, моторное  и трансмиссионное масла и т.п.), меньше снаряженной массы.